# وکیل‌آباد (سیرجان)
وکیل‌آباد یک روستا در ایران است که در شهرستان سیرجان واقع شده‌است.